# Carlos Núñez (corrida)
Carlos Nuñez est un élevage (ganadería) espagnol de toros de lidia du XXe siècle et du début du XXIe siècle. Son ancienneté remonte au 30 avril 2001, sa devise  est vert et or. Les Nuñez sont une race basique de taureaux de lidia. Les Nuñez-Villamarta représentent 17 % des encastes d'origine. L'élevage est réparti dans trois fincas situées à Tarifa (Cadix). L'élevage fait partie de l'Union des Criadores de Toros de Lidia (UCTL) dont le ganadero est président.
 

## Historique
En 1938, Carlos Nuñez crée l'élevage en achetant le hierro (« fer ») de Manuel Rincón, en forme de R. En 1941, don Carlos achète des vaches du marquis de Villamarta qu'il croise avec les Rincón - des bêtes issues de l'élevage Pedrajas - et Villamarta dont il s'efforce de maintenir la pureté de sang avec ce croisement. 
Les héritiers de don Carlos se sont dispersés en trois fers : Carlos Núñez Moreno de Guerra a créé en 1985 une ganaderia dont de ses enfants ont pris possession sous le nom Núñez des Allymes.

## Description des taureaux
Ses taureaux de grande caste ont une taille réduite, « ramassée », qui leur donne une endurance peu commune, mais qui les rendent inaptes, désormais, aux arènes de première catégorie. Ils ont pourtant permis autrefois des triomphes aux plus grandes figuras parce qu'ils leur permettaient de déployer toute la gamme de leurs possibilités. C'est la raison pour laquelle les Nuñez se sont propagés en Andalousie pour devenir une race basique du taureau de combat. Très caractéristiques avec leurs cornes effilées aux pointes « rentrées » en forme de crabe, très esthétiques, ils manquent cependant de trapio pour les besoins des corridas actuelles. Ce qui n'nmpêche pas les matadors de les rechercher,

## Les fincas
Elles sont installées en Andalousie, à Tapatana près de Tarifa. Les Carlos Nuñez ont conservé les mêmes lignes que leurs ancêtres, fins et d'une rare beauté. Mais la tauromachie actuelle  empêche la devise de lidier dans les arènes importantes à cause de leur petite taille. 
 